# イエロードッグプロジェクト
イエロードッグプロジェクト (Yellow Dog Project) は、特定のイヌが他のイヌや人間との接触を避けるべき理由があることを示すために、黄色のリボンやバンダナをイヌのリードや首輪に付ける運動である。

## 発足
このプロジェクトは、2016年6月にスウェーデンで発足し、アメリカやイギリス、フランス、日本などのアジア、南米、南アフリカと様々な国で広がっている。

## 目的
黄色いリボンを付けている犬は、以下のような理由で他の犬や人間との接触を避ける必要がある。
- 健康問題がある
- 訓練中である
- 恐怖症や不安を抱えている
- 社交性の問題がある
- 救助犬や作業犬である

このプロジェクトの目的は、犬とその飼い主がより安心して散歩を楽しむことができるようにするための、社会的な認識を高めることである。これにより、犬の福祉と人々の安全を守ることが期待される。

## 日本における活動団体
日本においては、「みんなのイエロードッグプロジェクト」が中心となりイエロードッグプロジェクト認知度向上のための活動を行っている。